# Henri Berthelot
Henri Mathias Berthelot, född den 7 december 1861 i Feurs (departementet Loire), död den 28 januari 1931 i Paris, var en fransk militär.
Berthelot blev officer 1883, överste 1910, brigadgeneral 1913 och divisionsgeneral 1915. Under första världskriget erhöll Berthelot i november 1914 befälet över 52:a infanterifördelningen och blev i augusti 1915 chef för 32:a armékåren. Efter Rumäniens nederlag deltog han som Frankrikes ombud i reorganiserandet av den rumänska armén, varefter han i juli 1918 erhöll befälet över 5:e armén och i november samma år över Donauarmén. Efter fredsslutet var Berthelot guvernör i Metz 1919-1921 och i Strasbourg 1922-1927. År 1927 tog han avsked.